# Thaumatomyia
Genre
Thaumatomyia est un genre d'insectes de la famille des Chloropidae. Ce sont des mouches de l'herbe dont certaines espèces pullulent au printemps ou en automne quand elles cherchent refuge par milliers dans les habitations, notamment en Europe le chlorops grégaire (Thaumatomyia notata),.

## Liste d'espèces
Selon ITIS :
- Thaumatomyia annulata (Walker, 1849)
- Thaumatomyia apache Sabrosky, 1943
- Thaumatomyia appropinqua (Adams, 1903)
- Thaumatomyia bistriata (Walker, 1849)
- Thaumatomyia glabra (Meigen, 1830)
- Thaumatomyia grata (Loew, 1863)
- Thaumatomyia nigrescens (Duda, 1930)
- Thaumatomyia obtusa (Malloch, 1914)
- Thaumatomyia parviceps (Malloch, 1915)
- Thaumatomyia pulla (Adams, 1904)
- Thaumatomyia pullipes (Coquillett, 1898)
- Thaumatomyia rubida (Coquillett, 1898)
- Thaumatomyia rubrivittata Sabrosky, 1943
- Thaumatomyia trifasciata (Zetterstedt, 1848)

Auxquelles il faut ajouter Thaumatomyia notata (Meigen, 1830).